# Клиф Ричи
Джордж Клифърд Ричи младши (на английски: George Clifford Richey Jr.) е американски тенисист. 

## Биография
Джордж Клифърд Ричи младши е роден на 31 декември 1946 г. в Сан Анджело, Тексас.

## Кариера
Клиф Ричи постига най-високо класиране в ранглистата на сингъл до световен номер 6. Достига до четвъртфинална фаза на сингъл на всичките четири турнира от Големия шлем.
Клиф Ричи печели Купа Дейвис през 1969 г. срещу Румъния, но не участва активно. Той е активен член на отбора, който печели Купа Дейвис през 1970 г., той печели и двата си мача на сингъл във финала срещу Западна Германия и е избран за най-полезния играч. През септември 1971 г. Ричи напусна отбора за Купа Дейвис преди финала срещу Румъния, позовавайки се на несъгласието си с USLTA относно избора на настилка и липсата на консултация с играчите. Като цяло Ричи участва в седем мача за Купа Дейвис между 1966 и 1970 г. и записва рекорд от десет победи и три загуби.
Клиф Ричи е победител в първата Гран При тенис верига, организирана през 1970 г., като завършва пред Артър Аш и Кен Розуол. Най-високото му класиране на сингъл в кариерата е световен номер 6, постигнат през 1970 г., и номер 1 в САЩ за същата година. Класирането под номер 1 е решено от изхода на полуфиналния мач на Пасифик Коуст Чемпиъншипс срещу неговия пряк конкурент Стан Смит и в крайна сметка се сведе до само една точка, когато и двамата играчи имаха мач-пойнт при 4-4 в внезапен смъртен тайбрек на последния сет.
През първите години на Оупън ерата, която започва през 1968 г., Ричи избира да бъде независим професионалист, но през април 1972 г. той става професионалист по договор, като подписва четиригодишен договор с Ламар Хънт, и се присъединява към Световното първенство по тенис.